# محمد بلخوجة
محمد بلخوجة هو محمد بن البشير بن محمد بلخوجة، ولد في فيفري 1869 وتوفي في نوفمبر 1942، سياسي ومؤرخ تونسي.

## نشأته
ينحدر محمد بلخوجة من عائلة تركية الأصل، قدمت إلى تونس في القرن السادس عشر للميلاد. ثم كان والده من أوائل من انخرط في المدرسة الصادقية التي أسّسها خير الدين التونسي عام 1875، فوجهه هو أيضا عند بلوغه السابعة من عمره إلى نفس المدرسة. ثم التحق بـالمدرسة العلوية التي جعلت لتخريج معلمي اللغة الفرنسية.

## مساره المهني
التحق محمد بلخوجة بالكتابة العامة للحكومة التونسية عام 1887 حيث عمل في قسم الترجمة، ثم في قسم المحاسبات وقد أُسندت إليه رئاسته عام 1892، وبعد عشر سنوات عُيِّن مديرا للمطبعة الرسمية التونسية، وفي عهد الناصر باي عُيِّن مديرا للتشريفات ، وفي عام 1915 أُسندت إليه رتبة أمير لوء ثم أمير أمراء (جنرال) وهي الرتبة التي كان يعتز بها كثيرا وألحقها باسمه. وفي عام 1919 عُيِّن عاملا أو واليا على قابس، ثم انتقل لمثل خطته إلى بنزرت. وعند بلوغه سن التقاعد عُيِّن مستشارا في الحكومة التونسية وبقي في مهمته تلك إلى وفاته.

## نشاطه الثقافي
ساهم محمد بلخوجة في الحياة الثقافية التونسية، وكان عام 1888 من مؤسسي جريدة الحاضرة التي هي أول جريدة تونسية غير رسمية، وقد ساهم فيها بنشر عدد من البحوث التاريخية والتراجم. ثم كان من مؤسسي الجمعية الخلدونية عام 1896 وكان عضو هيئتها المديرة. واستغل وجوده على رأس المطبعة، لينشر عددا من مؤلفاته وكتاباته، كما طبع عددا من المخطوطات التونسية. كما شارك في عام 1908 في مؤتمر الشمال الإفريقي المنعقد في باريس عام 1908 وقدم فيه بحثا عن القضاء الشرعي في الإسلام.

## مؤلفاته
لمحمد بلخوجة عدد من المؤلفات عدد كبير منها مخطوط، أما ما نشر منها:
- سلوك الإبريز في مسالك باريس
- الرحلة الفليارية، نسبة إلى الرئيس الفرنسي الذي زار تونس عام 1912.
- الرحلة الناصرية، نسبة إلى الناصر باي الذي زار باريس عام 1913.
- تاريخ معالم التوحيد في القديم والجديد، اهتم فيه بالتاريخ لمعالم مدينة تونس، وقد أُعيد نشره من قبل كل من حمادي الساحلي والجيلاني بن الحاج يحيى عام 1985.[2]
- صفحات من تاريخ تونس، تقديم: حمادي الساحلي- الجيلاني بن الحاج يحيى، دار الغرب الإسلامي، 1986.[3]
- جيش الدخيل في اللسان التونسي الأصيل.

## إشارات مرجعية
1. ↑  cairn.info (بالفرنسية والإسبانية والإنجليزية), QID:Q2933237
2. ↑  http://www.thakafa.biz/cgi-bin/item/269-34174/009/index.html%5Bوصلة+مكسورة%5D بطاقة الكتاب
3. ↑  http://www.neelwafurat.com/itempage.aspx?id=lbb137283-97568&search=books بطاقة الكتاب نسخة محفوظة 2022-05-20 على موقع واي باك مشين.